# ۳۱۲۲ فلورانس
۳۱۲۲ فلورانس (به انگلیسی: 3122 Florence، نامگذاری:1981ET3) سه هزار و صد و بیست و دومین سیارک کشف شده‌است که در ۲ مارس ۱۹۸۱ کشف شد.
قدر مطلق سیارک برابر ۱۴٫۲۰ است.

## عبور از نزدیک زمین (اوایل سپتامبر ۲۰۱۷)

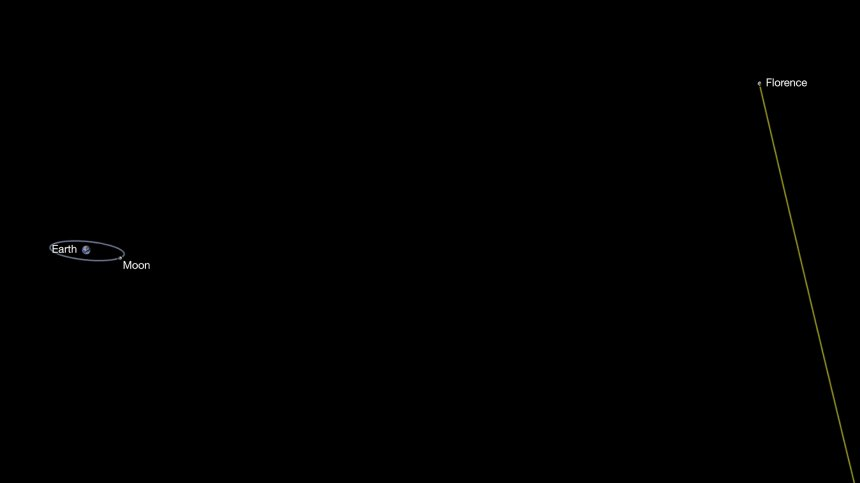
سیارک ۳۱۲۲ فلورانس درحال عبور از کنار زمین

این سیارک در ۳۱ اوت تا ۵ سپتامبر ۲۰۱۷ (۹ شهریور - ۱۴ شهریور ۱۳۹۶) به نزدیکی زمین (فاصله حدود هفت میلیون کیلومتری یا ۱۸ برابر فاصله ماه تا زمین) خواهد رسید که با قدر روشن‌تر از ۱۰ مابین صورت فلکی دلو تا دجاجه با وسایل اپتیکی رویت خواهد شد. قطر این سیارک ۴٫۴ کیلومتر برآورد شده‌است.